# داستایفسکی ۳۴۵۳
سیارک ۳۴۵۳ (به انگلیسی: 3453 Dostoevsky، نامگذاری:1981SS5) سه هزار و چهارصد و پنجاه و سومین سیارک کشف شده‌است که در ۲۷ سپتامبر ۱۹۸۱ کشف شد.
قدر مطلق سیارک برابر ۱۱٫۸۰ است.